# Supérieurs de Parc au XIXe siècle

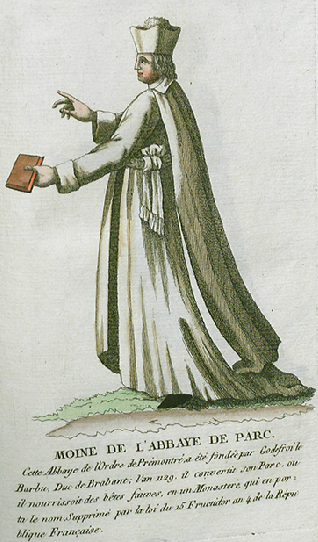
Chanoine de l'abbaye de Parc.

Les supérieurs ayant administré l'abbaye de Parc au XIXe siècle sont au nombre de quatre. Un d'entre eux, Pierre Ottoy, dispose de suffisamment d'information le concernant pour constituer un article détaillé. En revanche, ce n'est pas le cas pour les trois autres, mais ils sont réunis dans cet article.

## Administration de l'abbaye par quatre supérieurs (1834-1868)
- 1er supérieur : Pierre Ottoy, 1834 - † 28 mai 1840

Dans le contexte d'une Belgique devenue indépendante en 1830, une réunion importante pour tous les monastères norbertins se tient en 1834 dans les bâtiments de l'ancienne abbaye de Parc, où il est question de la restauration de l'Ordre en Belgique. On y évoque notamment la nomination d'un supérieur pour l'abbaye de Parc, Pierre Ottoy, qui accepte, l'archevêque de Malines Engelbert Sterckx donnant son consentement le 23 juin 1836. Le 11 juillet 1836, la communauté des onze survivants de Parc est réunie dans la salle du chapitre où le supérieur Pierre Ottoy prononce un discours en latin traitant du rétablissement de l'abbaye.

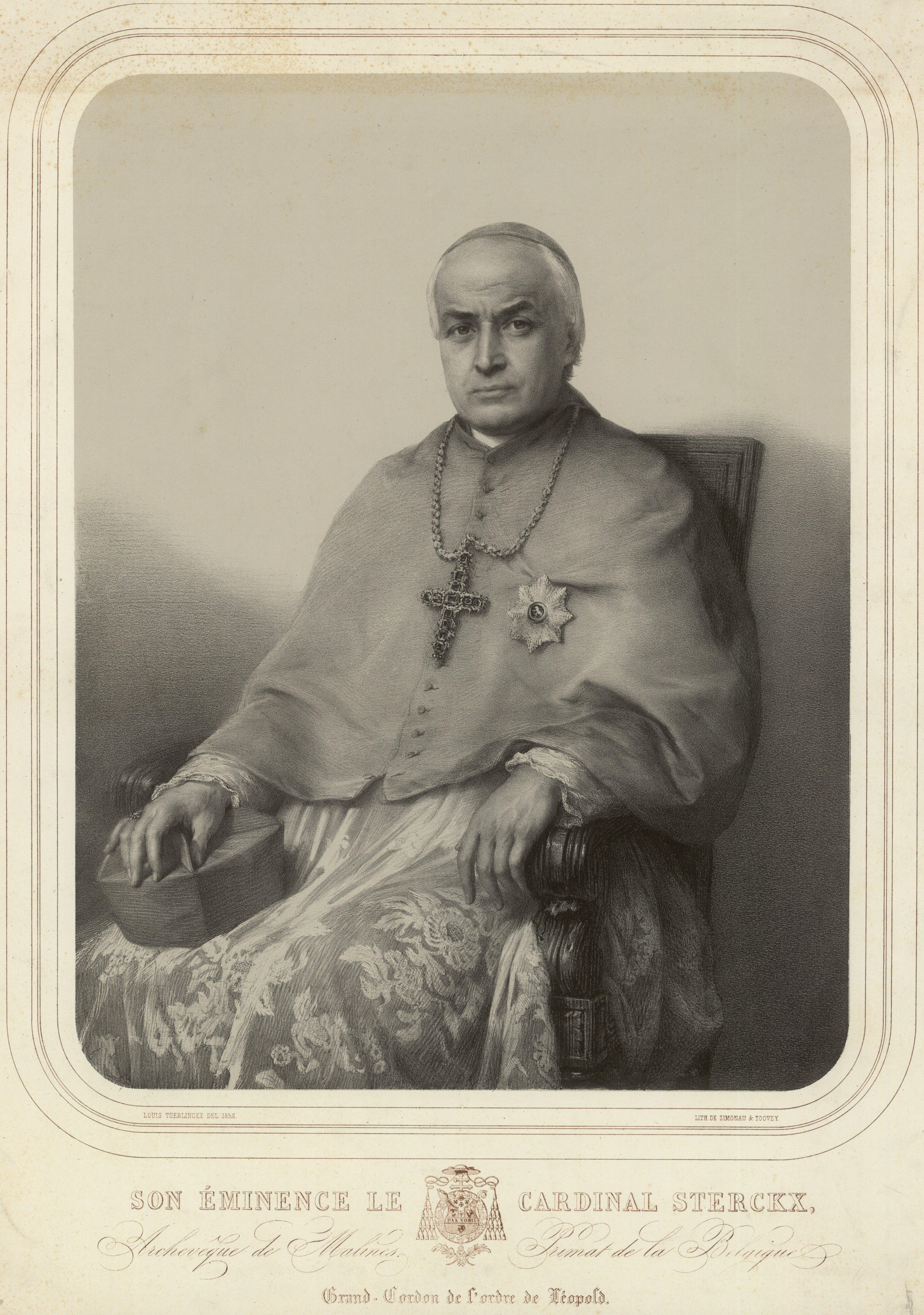
L'archevêque de Malines Engelbert Sterckx.

- 2e supérieur : Georges Joseph Verhagen[1], 10 juin 1840 - † 5 novembre 1841
Baptisé à Louvain le 20 mai 1764, il est le fils de Pierre Joseph Verhagen et de Jeanne Hensmans. Il entre à Parc en 1786, devient profès en 1790, prêtre en 1790, sacristain en 1791, vicaire à Tremelo et à Werchter en 1802, curé à Wackerzeel en 1814. Il devient supérieur le 10 juin 1840. Il meurt à Wackerzeel le 5 novembre 1841 et est enterré au cimetière de Wackerzeel près de la première fenêtre du chœur, à gauche. Dans son ouvrage cité en bas de page, J.E. Jansen[note 1] précise que le supérieur Georges Joseph Verhagen est « digne et charitable prêtre, attaché à sa paroisse. Sa mémoire reste en vénération dans l'antique abbaye ». Il ajoute un passage en latin : « Lex veritatis fuit in ore ejus et iniquitas non est inventa in labiis ejus » que l'on peut traduire ainsi : « La loi de la vérité est dans sa bouche, et l'inéquité n'a pas été trouvée sur ses lèvres ».

- 3e supérieur : Philippe Constant Joseph Van Eeckelen[1], 16 novembre 1841 - 16 juillet 1862, † 9 avril 1892
Baptisé à Nispen le 2 septembre 1809, il est le fils de Pierre Van Eeckelen et de Marie Catherine Lemmens. Il entre à Parc le 2 décembre 1836, devient prêtre le 21 septembre 1839, curé à Parc le 4 juillet 1841, prieur puis supérieur le 16 novembre 1841. Démissionnant le 16 juillet 1862, il devient curé à Lisp (Lierre) en 1869. Il meurt à Lierre le 9 avril 1892 et est enterré à Parc, au cimetière de la paroisse. Dans son ouvrage cité en bas de page, J.E. Jansen précise ceci, concernant le supérieur Philippe Constant Joseph Van Eeckelen : « Comme supérieur il rend beaucoup de services à l'abbaye, prêtre pieux, a beaucoup de difficultés. Ses affaires n'étant pas en ordre à sa mort, il ne peut être enterré au cimetière des religieux ».

- 4e supérieur : Ignace François van der Kerkhoven[1], 17 juillet 1862 - 25 septembre 1868, † 30 décembre 1870
Né à Malines le 11 mars 1817, il est le fils d'Adrien Joseph van der Kerkhoven et d'Isabelle Neuman. Il devient profès en 1842, prêtre en 1843, coadjuteur à Tremelo en 1845, prieur en 1861, supérieur intérimaire le 17 juillet 1862 et nommé définitivement le 8 octobre 1865. Devenant curé à Werchter le 25 septembre 1868, il démissionne le même jour comme supérieur. Il meurt à Werchter le 30 décembre 1870. Dans son ouvrage cité en bas de page, J.E. Jansen précise que le supérieur Ignace François van der Kerkoven est « doux et humble de cœur, il donne à ses religieux l'exemple de beaucoup de vertus ».

## Rétablissement de la dignité abbatiale en 1872
À la suite de la démission du supérieur Ignace François van der Kerkhoven en 1868, de la nomination d'Alois Jacques Franck qui a suivi et du rétablissement de la dignité abbatiale en 1872 par le pape Pie IX, un nouvel abbé officie à la tête de l'abbaye de Parc. Alois Jacques Franck est béni à l'abbaye de Grimbergen par le nonce apostolique (en) Giacomo Cattani, devenant ainsi, le 18 août 1872, le premier abbé mitré après la restauration de l'abbaye.

## Note
1. ↑  J. E. Jansen est chanoine de l'abbaye de Parc, archiviste de la ville de Turnhout et membre titulaire de l'Académie royale d'archéologie de Belgique.